# Gaistal
Het Gaistal is een dal in de Oostenrijkse deelstaat Tirol ten noorden van Telfs. De rivier Leutascher Ache stroomt door het dal. Het Gaistal is gelegen tussen het Wettersteingebergte in het noorden en het Miemingergebergte in het zuiden en behoort tot de gemeente Leutasch. Het dal loopt van de Igelsee bij de Ehrwalder Alm eerst in oostelijke richting tot aan de voet van de berg Hohe Munde, om vervolgens over een lengte van 15 kilometer in noordoostelijke richting af te buigen tot aan de diepe Leutaschkloof bij het Duitse Mittenwald. De kloof vormt de grens tussen het Oostenrijkse Tirol en het Duitse Beieren. Het dal is in de ijstijd gevormd door gletsjers. Het Gaistal is een geliefd gebied voor mountainbikers en wandelaars en wordt ook wel het Almenparadies genoemd.